# Bert Brouwer
Lambertus Augustus (Bert) Brouwer (Amsterdam, 2 februari 1844 - Nijmegen, 3 mei 1891), was een Nederlands architect en stedenbouwkundige.

## Leven en werk
Brouwer was als architect met name actief bij de Nijmeegse en Groningse stadsuitleg. Hij raakte bij de Nijmeegse stadsuitleg betrokken doordat de raadscommissie voor de uitleg hem om een advies vroeg bij het plan van adviseur W.J. Brendis à Brandis. Aangezien Brouwer op dat moment bezig was met de uitleg van Groningen was hij de persoon bij uitstek voor een second opinion. Reeds eerder had Brouwer in zijn woonplaats Den Haag de nodige bouwkundige ervaring opgedaan. Het plan dat hij in Nijmegen presenteerde werd enthousiast aanvaard. Belangrijke veranderingen ten opzichte van het oude plan waren dat er minder wegen in het plan waren opgenomen, en dat deze breder van opzet waren. Op 13 juni 1879 vestigde Brouwer zich definitief in Nijmegen. Al snel hierna liet hij van zich horen bij de gemeentelijke grondveilingen.

## Enkele werken

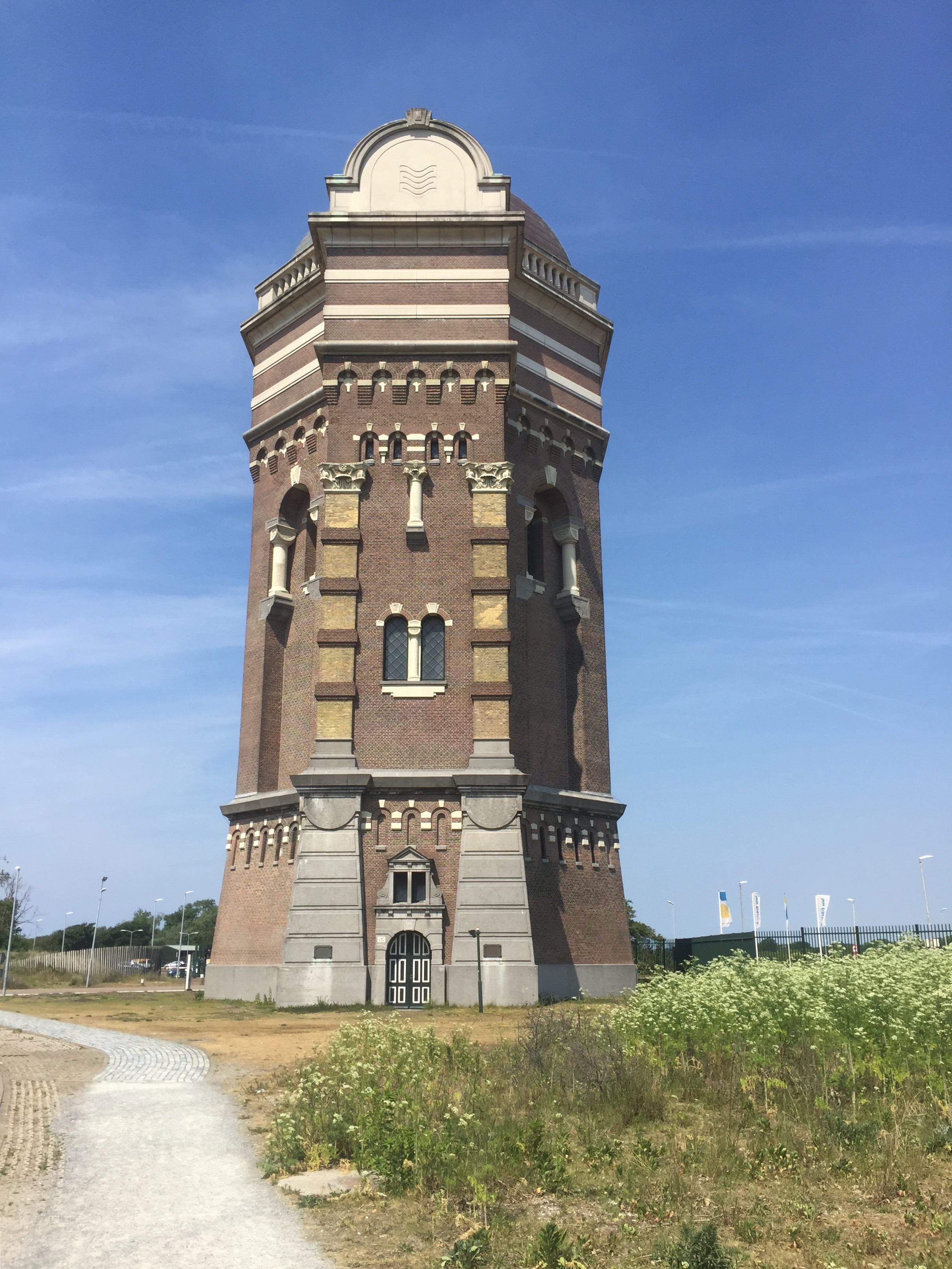
Watertoren Pompstationsweg, Den Haag

- circa 1873 Den Haag: Van Karnebeeklaan 6-10 en 14
- 1874-1875 Den Haag: Arbeiderswoningen Pompstationsweg 307-323
- 1874-1875 Den Haag: Machinegebouw, Pompstationsweg 325
- 1874-1875 Den Haag: Watertoren, Pompstationsweg 327
- 1880-1881 Nijmegen: Villa, Nassausingel 2
- 1881-1881 Nijmegen: Parkweg 120-124
- 1881-1881 Nijmegen: Arbeiderswoningen, Dr. Claas Noorduijnstraat
- 1882-1882 Nijmegen: Concertgebouw De Vereeniging (oud)
- 1881-1882 Nijmegen: Bethelkerk, Scherpenkampweg 58